# Бисултанов, Абек Гирманович
Абе́к Гирма́нович Бисулта́нов (род. 24 мая 1964, Чечено-Ингушская АССР) — советский чеченский борец вольного стиля, призёр чемпионатов СССР, мастер спорта СССР международного класса. Представлял общество «Спартак» (Грозный). Его тренерами были Дэги Багаев и старший брат, чемпион мира Асланбек Бисултанов.

## Спортивные результаты
- Первенство Европы среди молодёжи по вольной борьбе 1982 (Лейпциг) — ;
- Первенство мира среди молодёжи по вольной борьбе 1983 (Анахайм) — ;
- Чемпионат РСФСР 1985 года (Орджоникидзе) — ;
- Вольная борьба на летней Спартакиаде народов СССР 1986 — ;
- Чемпионат СССР по вольной борьбе 1988 — ;
- Чемпионат СССР по вольной борьбе 1990 — .